# Nana Rosenørn Holland Bastrup
Nana Rosenørn Holland Bastrup også kendt under kunstnernavnet Nana RHB født 25. februar 1987 i København, Danmark er en dansk billedkunstner, der bor og arbejder i København. Hun er del af kunstnerduoen Enfants Terribles, medstifter af Popdada og kunstmix. 

## Uddannelse
Hun gik i 2010-15 på Hochschule für bildende Künste Hamburg i klasse hos prof. Jeanne Faust (de) og prof. Pia Stadtbäumer (de) og i 2013 på Akademie der bildenden Künste Wien hos prof. Florian Reither fra kunstnergruppen Gelitin (en).

## Udstillinger
Har deltaget i aktioner og udstillinger bl.a. på Außenplateau der Hamburger Kunsthalle, Altonaer Museum, Museet på Koldinghus, Kunsthal Aarhus og i galleriudstillinger bl.a. sammen med kunstnere som Bernd Arnold (de), Jim Avignon (de), Simon Bang, Søren Behncke, Kaspar Bonnén, Trine Boesen, Christopher Lehmpfuhl, Marc Lüders, Frodo Mikkelsen, Vilmantas Marcinkevičius (en), Julie Nord, Peter Ravn, Morten Schelde, Matvey Slavin, Enfants Terribles, Markus Vater og Franziskus Wendels (de). . Har i 2020 deltaget i Changwon Sculpture Biennale i Sydkorea. 

## Legater
I 2011-2012 fik hun som en af de første Deutschlandstipendium (de) af Hochschule für bildende Künste Hamburg, 2014-2015 et års arbejdsstipendium i kunstnerhuset Meinersen af Stiftelsen Bösenberg og i 2016 et 6 måneders arbejdsstipendium i kunstnerhuset i Cuxhaven.

## Udgivelser
2022: REMIX #7 - Matvey Slavin, Nana RH Bastrup og Per Holland Bastrup Tekster: Inge Skjødt, Simon Bang, Jacob Hoff. Forlag: kunstmix København, Danmark ISBN 978-87-93898-03-5.
2020: Maleri + Møbleri - Nana Rosenørn Holland Bastrup og Per Holland Bastrup' Tekst: Matvey Slavin. Forlag: kunstmix København, Danmark ISBN 978-87-93898-02-8.
2019: 99 Rememberings Tekst: Tom Jørgensen. Forlag: kunstmix København, Danmark ISBN 978-87-93898-01-1.
2019: Polykrome Forklædninger Tekst: Trine Ross. Forlag: Galleri NB, Viborg, Danmark ISBN 978-87-90832-13-1.
2017: Aus der Natur - Nana ET Matvey + Maike Gräf Tekst: Friedrich Holtiegel.
Forlag: Kunstverein Barsinghausen, Tyskland ISBN 978-3-945527-08-5.
2015: Footwork Tekst: Kerstin Hengevoss-Dürkop, John Czaplicka, Matthias Schatz. Forlag: Galerie Hengevoss-Dürkop, Hamburg, Tyskland ISBN 978-3-00-049805-3.
2014: Enfants Terribles - Kinder der Louise B. Tekst: Friedrich Holtiegel, Joachim Voß. Forlag: Kunstverein Barsinghausen, Tyskland ISBN 978-3-945527-00-9.
2012: Enfants Terribles Tekst: Till Bräuning. Forlag: Bräuning Contemporary, Hamburg, Tyskland ISBN 978-3-00-039981-7.